# Lány (okres Chrudim)
Lány (německy Laan) jsou obec ležící v okrese Chrudim. Žije zde 295 obyvatel. Katastrální území obce má rozlohu 464 ha.
Ve vzdálenosti 4 km východně leží město Chrudim, 10 km severně statutární město Pardubice, 16 km severozápadně město Přelouč a 23 km severovýchodně město Holice.

## Části obce
- Lány
- Kozojedy

## Historie
První písemná zmínka o obci pochází z roku 1388.